# Бурые почвы
Бурые почвы — один из типов почвы. Бурые почвы главным образом встречаются между 35 ° и 56 ° к северу от Экватора. 
В России бурозёмы находятся в горах Кавказа, предгорьях Алтая и Западного Саяна и на юге Дальнего Востока . Самые большие их площади покрывают Западную и Центральную Европу, восточное побережье Америки и Восточной Азии. В Восточной Азии бурые почвы особенно характерны для Японии, Кореи, Китая, восточной Австралии и Новой Зеландии. Бурые почвы покрывают 45 % пахотных земель в Англии и Уэльсе. Они обычно встречаются на равнинных областях на водопроницаемой материнской породе. Наиболее распространенные типы растительности — смешанные и широколиственные леса и агроландшафт. Из-за естественного плодородия бурых земель, были вырублены большие площади широколиственных лесов, и земля теперь используется для сельского хозяйства. Эти почвы обычно располагаются в регионах с влажным умеренным климатом. pH бурых почв — от 5.0 до 6.5

## Горизонты
Бурые почвы имеют три горизонта: A, B и горизонт C. Горизонт A обычно коричневатого цвета и более чем 20 см в глубину. Он состоит из перегноя и минерального вещества. Горизонт биологически активен, так как микроорганизмы почвы и корни растений смешивают перегной с минеральными частицами. В результате граница между горизонтами A и B может быть плохо определена в невспаханных образцах. Горизонт B главным образом составлен из минерального вещества, которое было вмыто из материнской породы, но он часто содержит включения большего количества органического материала, который привносят микроорганизмы, особенно дождевые черви. Он светлее, чем горизонт А и часто слабо выщелочен.
Из-за ограниченного выщелачивания лишь некоторые основания проходят через профиль. Горизонт C представлен материнской породой, которая является водопроницаемой и не- или немного кислой, например суглинок.

## Классификация
Выделяются несколько подтипов бурых почв: кислые, кислые оподзоленные, слабоненасыщенные, слабонасыщенные оподзоленные, грубогумусные, иллювиально-гумусовые, глееватые и др. Некоторые почвоведы рассматривают некоторые из этих подтипов в качестве особых типов почв. В зарубежных классификациях называются камбисолы.
В некоторых классификациях называются лювисолы.